# Tiliqua multifasciata
Tiliqua multifasciata — вид ящірок родини Сцинкові (Scincidae).

 Інша назва — синьоязикий сцинк центральноавстралійський.

## Поширення
Цей вид є ендеміком Австралії. Він поширений в Західній Австралії, Північній території, Квінсленді і Південній Австралії.